# Georges Depeyrot
Georges Depeyrot (né le 25 mai 1953) est un historien et numismate, directeur de recherche au Centre national de la recherche scientifique, affecté à l'École normale supérieure à Paris.

## Biographie
Après des études au lycée Gambetta à Cahors et des premiers travaux publiés dès 1968, il suit les enseignements à l'Université de Toulouse II (Jean-Jaurès) en histoire. Il soutient le 27 juin 1977 une thèse intitulée Recherches sur les émissions de « nummi » dans les ateliers de Londres, Trèves, Lyon et Arles de 294 à 346, étude quantitative sous la direction de Michel Labrousse et, le 22 juin 1992, une habilitation à diriger des recherches à Besançon sous la direction de Pierre Lévêque.
En 1982, il rejoint le CNRS et est affecté au centre Ernest Babelon, puis en 1985, il est rattaché à l'équipe "Économie médiévale & Espace européen" à Lille puis en 1989, au Centre de recherches historiques de l'École des hautes études en sciences sociales et en 2010, au laboratoire AOROC (Archéologie et Philologie d'Orient et d'Occident) de l'École normale supérieure où il encadre des doctorants.
Depuis 2010, il collabore à The International Academic Forum (IAFOR) et est Director of the Silk Road Initiative, membre de l'International Academic Advisory Board, Senior Fellow du centre de recherches de la School Of International Public Policy à Osaka.
Depuis 2015, il est chercheur affilié à l'Institut Louis Bachelier.
D'abord recruté au CNRS sur un projet d'étude des découvertes monétaires, son travail s'est rapidement diversifié.
Au début de sa carrière, il se consacre à la publication des monnaies de fouilles et des trésors découverts en France (principalement du Bas-Empire romain), puis est appelé à étudier des découvertes en Espagne à Belo, puis au Maroc. En parallèle, il continue à établir des corpus des émissions monétaires. La monnaie est analysée comme un vestige des relations économiques et sociales, ce qui l'amène à élargir constamment sa zone de travail, incluant l'Europe occidentale puis l'Europe orientale jusqu'à l'Oural dont il publie les trouvailles en relation avec les Instituts d'Archéologie, Académies ou Universités de Pologne, de République Tchèque, de Roumanie, de Russie, de Géorgie, et d'Arménie. Cet élargissement géographique se double d'un élargissement chronologique avec les corpus de monnaies gauloises, mérovingiennes, carolingiennes, principalement dans le cadre de la Collection Moneta qu'il dirige.
Il pilote des programmes de coopération internationale avec l'Arménie, puis un PICS (Programme international de coopération scientifique) avec la Roumanie en 2004-06, GDRE (Groupement de recherche européen) avec la Pologne, la Roumanie, la Moldavie et la Slovénie en 2007-10, un ECO-NET avec la Roumanie et la Géorgie en 2009-2010, puis un programme ANR DAMIN La Dépréciation de l'argent monétaire et les relations internationales incluant l'Europe, le Japon et les États-Unis. Dans le cadre de ces programmes et des coopérations qui suivirent, il organise une cinquantaine de colloques en Europe, en Asie et aux États-Unis et intervient plus de 150 fois dans des colloques ou des universités.
Ses travaux se sont également intéressés au monde asiatique où il a passé plusieurs mois en particulier à l'Institute for Advanced Studies on Asia à l'Université impériale de Tokyo, à l'université d'Osaka, à l'université Renmin à Pékin et la Hebei Normal University à Shijiazhuang.
En 2020, il a publié une analyse sur le rôle de la monnaie dans les échanges et dans les sociétés qui présente une interprétation globale du jeu monétaire à travers les âges et les groupes sociaux. C'est une synthèse diachronique de ses travaux et ouvrages consacrés aux mondes antiques, médiévaux ou modernes, et aux publications des trésors et émissions monétaires, qu'ils aient concernés les civilisations occidentales ou orientales. Ce travail a simultanément fait l'objet d'une édition française Les trois formes de la monnaie, La question monétaire (Antiquité – 19e siècle) et d'une édition anglaise The three Types of Currency, The monetary question (Antiquity – 19th century).
Depuis 2023, il a rejoint le Cercle des Archéologues, association loi de 1901 et cogère la collection Le Long des Chemins éditant des ouvrages consacrés à l'archéologie et au patrimoine.
Georges Depeyrot est Corresponding member de l'American Numismatic Society, membre honoraire de la Societăţii Numismatice Române et de l'Institut d'archéologie Vasile Parvan. Il a reçu en 2002 le diplôme d'honneur de l'Institut d'histoire de Académie nationale des sciences de la république d'Arménie.

## Responsabilités institutionnelles
Dans les années 1990, il siège dans plusieurs instances ministérielles et de conseil du gouvernement. De 1991 à 1993, il est membre du Conseil Supérieur de la Recherche et de la Technologie (Journal officiel du 19 novembre 1991) ; membre du Groupe de préparation du XIe plan Recherche, technologie et compétitivité de 1992 à 1993 (Journal officiel du 21 octobre 1992), de la Commission consultative des allocations de recherche de 1993 à 1999 (Journal officiel du 27 mars 1993).
Il siège au Conseil d'administration du CNRS de 1992 à 1995 (Journal officiel du 26 novembre 1992), de 1996 à 1999 (Journal officiel du 8 mars 1996), puis à nouveau de 2013 à 2017. Il participe à plusieurs instances administratives et scientifiques du CNRS : Commission administrative paritaire (1987-1989), Comité national de la recherche scientifique (section 40 : mondes gallo-romains et médiévaux) (1987-1991), Comité technique paritaire (1989-1992), Comité technique (2012-2013).
De 1983 à 1991, il est membre du bureau national du SNCS – FEN où il coordonne les actions devant les tribunaux administratifs et le Conseil d'État contre la suspension des concours de recrutement par le Ministre de la Recherche qui aboutissent à l'annulation des décisions ministérielles.
De 1991 à 1995, il est membre du conseil et du bureau fédéral national de la FEN où il termine la rédaction et publie le Mémento du fonctionnaire et participe aux événements liés à la scission de la FEN.

## Responsabilités éditoriales
Il est depuis 1995 directeur de la Collection Moneta qu'il a créée pour faciliter la publication de trouvailles numismatiques, des travaux d'économie monétaire et d'histoire. Ces ouvrages (210 en 2022) sont publiés en toutes langues et concernent tous les pays et continents.
Entre 1994 et 2000, il dirige les « Collections numismatiques » aux éditions Errance-Actes Sud, et depuis 2023 la collection Le Long des Chemins.
Membre de divers comités de lecture ou conseils scientifiques dont Histoire & Mesure (conseil scientifique depuis 1986), Annotazioni Numismatiche(1991-2006), Centre national de recherche sur les jetons et les méreaux du Moyen Âge (conseil scientifique depuis 2000), Acta Archaeologica Carpathica (depuis 2009), Studii si Cercetari de Numismatica (depuis 2010), Notae Numismaticae-Zapiski Numizmatyczne (depuis 2011), OMNI (depuis 2012).

## Principales publications
Le catalogue de la Bibliothèque nationale de France et celui de SUDOC mentionnent près de 200 références d'ouvrages ou de chapitres d'ouvrages,.
Sa bibliographie la plus complète se trouve sur Academia ; elle inclut les ouvrages publiés hors de France ou traduits ainsi que les articles en diverses langues (près de 1.000 références).
À ces ouvrages, il faudrait ajouter ceux dont il a suscité la publication et édités dans la Collection Moneta.
Outre l'anglais, ses travaux ont fait l'objet de publications ou de traduction en catalan, roumain, arménien, géorgien, russe, japonais et chinois.
On trouvera plusieurs vidéos sur la chaîne YouTube.